# Герб Пабраде
Герб Пабраде (лит. Pabradės herbas) — один из геральдических атрибутов города Пабраде в Литве. Первоначально утверждён в 1969 году, современный вариант в 2006 году.

## Описание
В серебряном поле лазурный волнистый пояс, его пересекает чёрная левая узкая перевязь, на поясе обозначенная 5 серебряными безантами. Во главе и оконечности щита по одному стилизованному червлёному соколу. Осевые линии пояса, перевязи и соколов серебряные.
Лазурный пояс символизирует реку Жеймяна. Перевязь и безанты символизируют дорогу и брод — «пабраде» значит «место у брода». Соколы означают бывшие охотничьи угодья. Также они как символ воина означают военные объекты (например, артиллерийский полигон) в окрестностях.
Герб доработан Пятрасом Савукинасом.

## История
В 1966 году при Министерстве культуры СССР была создана первая республиканская геральдическая комиссия СССР, которая за несколько лет работы создала гербы 46 городов, в том числе и Пабраде. Создавший герб города художник Арунас Тарабилда использовал мотив брода, а стилизованные соколы должны были указывать на использовавшиеся с давних времён охотничьи угодья. После скоропостижной смерти художника его жена Валерия Вилия Липските-Тарабилдене завершила начатое им дело. Герб утверждён в 30 декабря 1969 года.
После восстановления независимости было решено восстановить герб советского времени. Современный вариант герба принят 19 июля 2006 года Литовской геральдической комиссией, утверждён 1 августа 2006 года указом (№698) Президента Литовской Республики.